# Funiculaire Maya
Le funiculaire Maya (摩耶ケーブルカー, Maya Kēburukâ) est un funiculaire exploitée par la fondation publique du développement urbain de la ville de Kobe localisée dans la ville de Kōbe. Il est avec le téléphérique Maya l'axe central de la ligne Maya View Line Yume-Sanpo (まやビューライン夢散歩, Maya Byū Rain Yume-Sanpo) (littéralement : Ballade de rêve sur la ligne panoramique de Maya). La ligne permet d'accéder au mont Maya et le point d’observation de Kikuseidai, l'un des trois plus beaux paysages de nuit du Japon.

## Description
Le funiculaire est exploité entre les deux stations, la station de Maya Cable et la station de Nijinoeki. La ligne porte le nom officiel de Ligne Maya Cable (摩耶ケーブル線, Maya Kēburu-sen). De la station de Nijinoeki part le téléphérique Maya qui permet de rejoindre la  station de Hoshinoeki qui se trouve non loin du sommet du Mont Maya et du point de vue panoramique de Kikuseidai.

## Histoire
Il fut ouvert le 1er juin 1925. Lors du séisme de 1995 à Kobe, le service est suspendu quelque temps. En 2013, la troisième version des cabines est mise en fonctionnement,.

## Données techniques
- Longueur : 905,256 m
- Dénivelé : 312,435 m
- distance horizontale : 627,2 m
- Angle : 26,1° (pente : 49%)
- Cabines : 2 de 53 personnes
- Écartement rails : 1 067 mm
- Traction : électricité, moteur à induction triphasé 135 kW
- Nombres de stations : 2 stations
- passage d'un tunnel long de 156,91 m

## Station
La ligne du Téléphérique comporte deux stations
| Station de la ligne   |
| --------------------- |
| Station de Maya Cable |
| Station de Nijinoeki  |

Installations
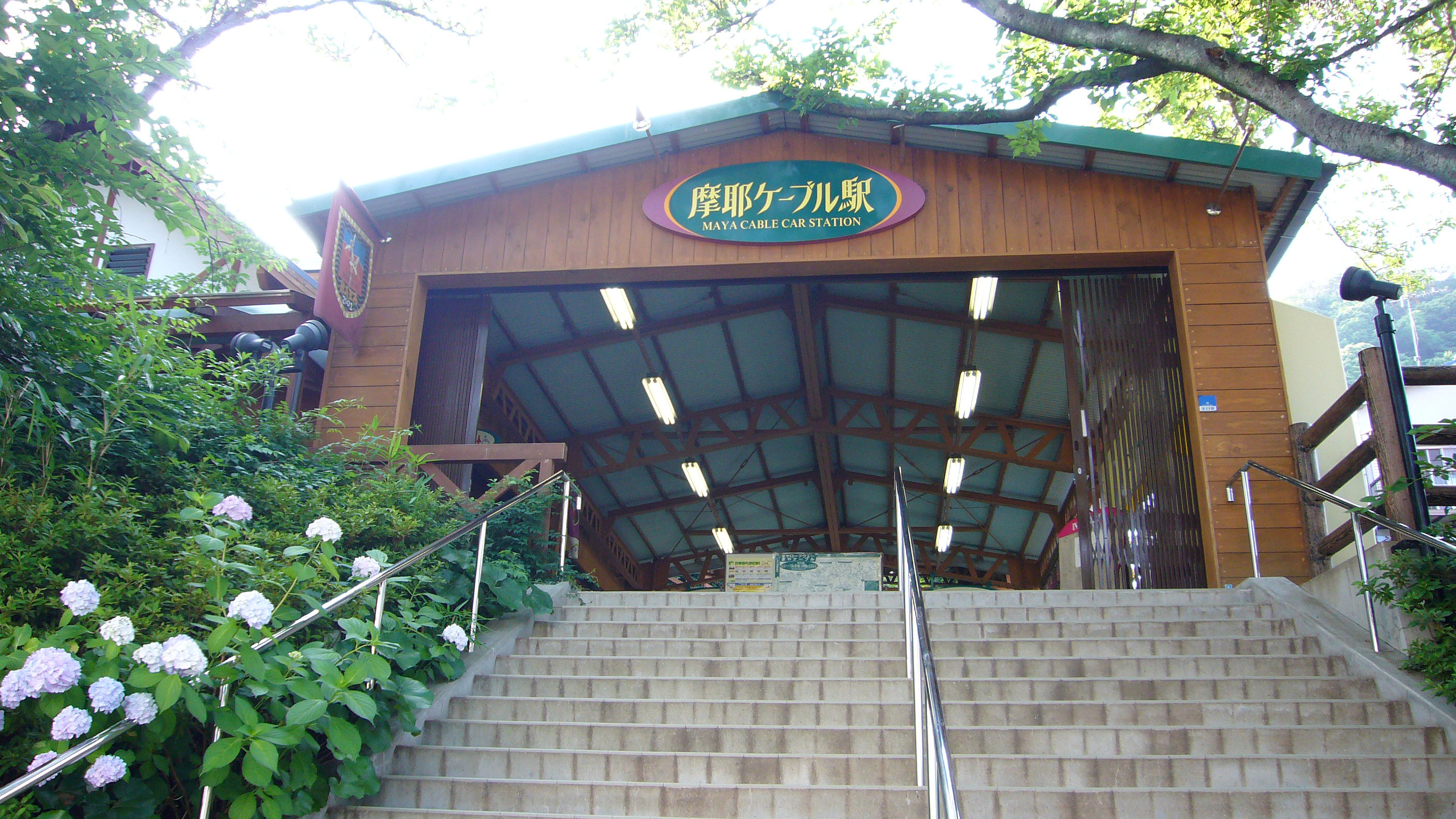
Station de Maya Cable.
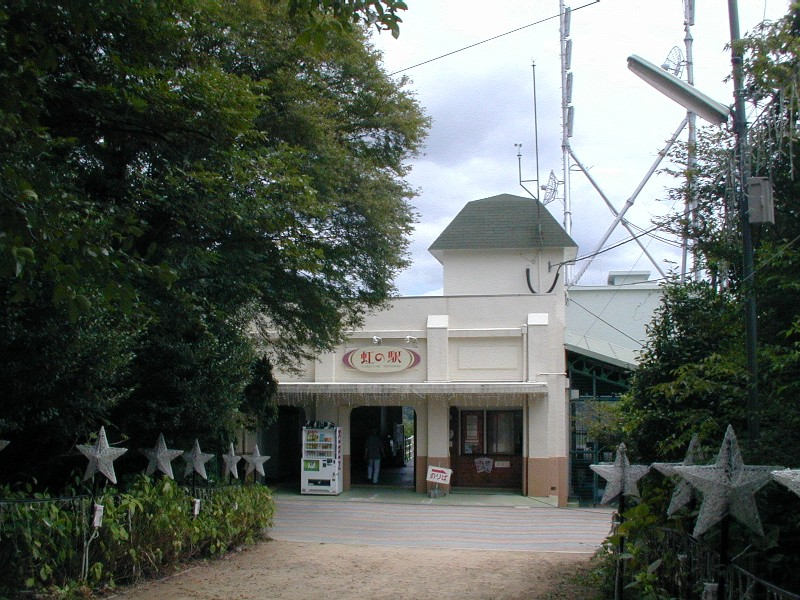
Station de Nijinoeki.